# 那吒俱伐羅
那吒俱伐羅是印度教和佛教神话人物。古译：那拏天、那罗鸠婆、那罗俱伐罗、哪吒俱伐罗。俱毗罗（多闻天王）之子。妻子是飞天女神兰跋。根据以色列特拉维夫大学东亚研究学教授夏维明的说法，哪吒即由那吒俱伐羅演化而来。